# National Supers Agency
De National Supers Agency (ook wel afgekort tot de NSA) is een fictieve overheidsinstelling uit de Disney en Pixar film The Incredibles.

## Achtergrond
De NSA werd in het leven geroepen toen de rechtszaken tegen superhelden toenamen. De organisatie had tot doel om superhelden bij te staan door alle schade voor hen te vergoeden. Voorwaarde was wel dat de helden een normaal leven zouden gaan leiden en nooit meer heldenwerk zouden doen. De NSA hielp hen hier ook bij door hen nieuwe identiteiten en woonlocaties te geven.
Van drie steden is bekend dat ze deze wetgeving van de NSA hanteren:
- Municiberg
- Westburg
- Metroville

De wetgeving duurde 15 jaar, totdat Syndrome en zijn Omnidroid Metroville aanvielen en werden gestopt door Frozone en de Incredible familie. Dit maakte dat het grote publiek weer inzag hoe belangrijk de superhelden waren, en de ban op hun bestaan werd opgeheven.
De bekendste medewerker van de organisatie is Rick Dicker.

## Geregistreerde helden
Op de dubbele dvd van de Incredibles staat een lijst van helden die geregistreerd waren bij de NSA:
- Apogee
- Blazestone
- Blitzerman
- Downburst
- Dynaguy
- Everseer
- Fironic
- Frozone
- Gamma Jack
- Gazerbeam
- Hypershock
- Lazer Nostrils
- Macroburst
- Meta-Man
- Mr. Incredible
- Mrs. Incredible
- Phylange
- Plasmabolt
- Psycwave
- Splashdown
- Stormicide
- Stratogale
- Thunderhead
- Tradewind
- Universal Man
- Vectress